# Монте Басо (Леко)
Монте Басо је насеље у Италији у округу Леко, региону Ломбардија.
Према процени из 2011. у насељу је живело 1 становника. Насеље се налази на надморској висини од 1332 м.